# Lažne vijesti
Lažne vijesti (engl. fake news) oblik su propagande žutog tiska nastale korištenjem dezinformacija i masovne obmane plasiranih u javnost putem novina ili društvenih mreža. Mogu se objavljivati radi dezinformiranja, zastrašivanja javnosti, parodije, satire ili privlačenja pažnje (senzacionalizma).
Važna su sastavnica tzv. hibridnog ratovanja, gdje strane vlade, terorističke i prevratničke organizacije nastoje unijeti pomutnju i nepovjerenje u države, međunarodne organizacije i druge sustave radi slabljenja povjerenja javnosti, te izazivanja pomutnje u sustavima donošenja odluka.
Lažnim vjestima često se koristi i propaganda u totalitarnim režimima s ciljem veličanja kulta ličnosti vladara ili ispiranja mozga i intelektualne svijesti u javnosti.
Da novinari medija glavne struje također sudjeluju u stvaranju lažnih vijesti, pokazalo se na primjeru Claasa Relotiusa, novinara njemačkog Der Spiegela: uredništvo tog uglednog časopisa moralo je u prosincu 2018. godine priznati da je objavilo barem 14 reportaža izmišljenog sadržaja, iz pera svojega novinara koji je višekratno nagrađivan kao najbolji izvjestitelj u Njemačkoj.

## Primjeri
Tijekom II. svjetskog rata i Sile Osovine i Saveznici su opsežno koristili proizvodnju lažnih vijesti radi promicanja svojih ratnih ciljeva.
Tijekom Domovinskog rata, jugoslavenska/srbijanska vojna obavještajna služba KOS je vrlo aktivno radila na plasiranje lažnih vijesti u javni prostor Hrvatske i u međunarodnu javnost, radi slabljenja kohezije u hrvatskom društvu neophodne za ratni napor u obrani zemlje, te ugleda Republike Hrvatske u međunarodnim odnosima. U tu svrhu su, između ostaloga, izvršena postavljanja mina na židovske grobnice i u Židovsku općinu u Zagrebu, kako bi se ti akti pripisali nekakvim antisemitskim ekstremistima u Hrvatskoj. Dio tih dezinformacijskih aktivnosti pod kodnim imenima "Opera" i "Labrador" su hrvatske protuobavještajne službe razotkrile.
2017. godine je otkriveno da je Rusija uspjela tijekom Krimske krize iz 2014. godine iskoristiti međunarodnu agenciju Reuters za plasiranje svoje propagande.

## Humoristično objavljivanje lažnih vijesti
Čak i tzv. mediji glavne struje (engl. mainstream media) ponekad se iz humorističnih pobuda ili naprosto zbog privlačenja pažnje korisnika na društvenim mrežama pribjegavaju namjernom objavljivanju očigledno lažnih vijesti. 
Toni Ivanišević u Večernjem listu objavio je u kolovozu 2021. lažnu vijest da Srbija prijeti vojnom intervencijom protiv SAD-a, ako ne prihvate srbijansku mirovnu ponudu koja uključuje dolazak međunarodnih balkanskih snaga na američki teritorij.